# Mihail Kogălniceanu (Tulcea megye)
Mihail Kogălniceanu község Tulcea megyében, Dobrudzsában, Romániában. A hozzá tartozó települések: Lăstuni és Rândunica.

## Fekvése
A település az ország délkeleti részén található, a megyeszékhelytől, Tulcsától tizenkilenc kilométerre délre.

## Története
Régi török neve Yeniköy, románul Enichioi. Mai nevét a 20. század elején kapta, Mihail Kogălniceanu román politikus után.

## Lakossága
A nemzetiségi megoszlás a következő:
| 2002      | 2002 | 2002   |
| --------- | ---- | ------ |
| Románok   | 3247 | 99,57% |
| Romák     | 5    | 0,15%  |
| Németek   | 3    | 0,09%  |
| Görögök   | 3    | 0,09%  |
| Magyarok  | 1    | 0,03%  |
| Lipovánok | 1    | 0,03%  |
| Törökök   | 1    | 0,03%  |
| Összesen  | 3261 | 100,0% |